# Портрет Кристины Датской
«Портрет Кристины Датской» (ок. 1538) — картина немецкого художника Ганса Гольбейна Младшего.

## История создания

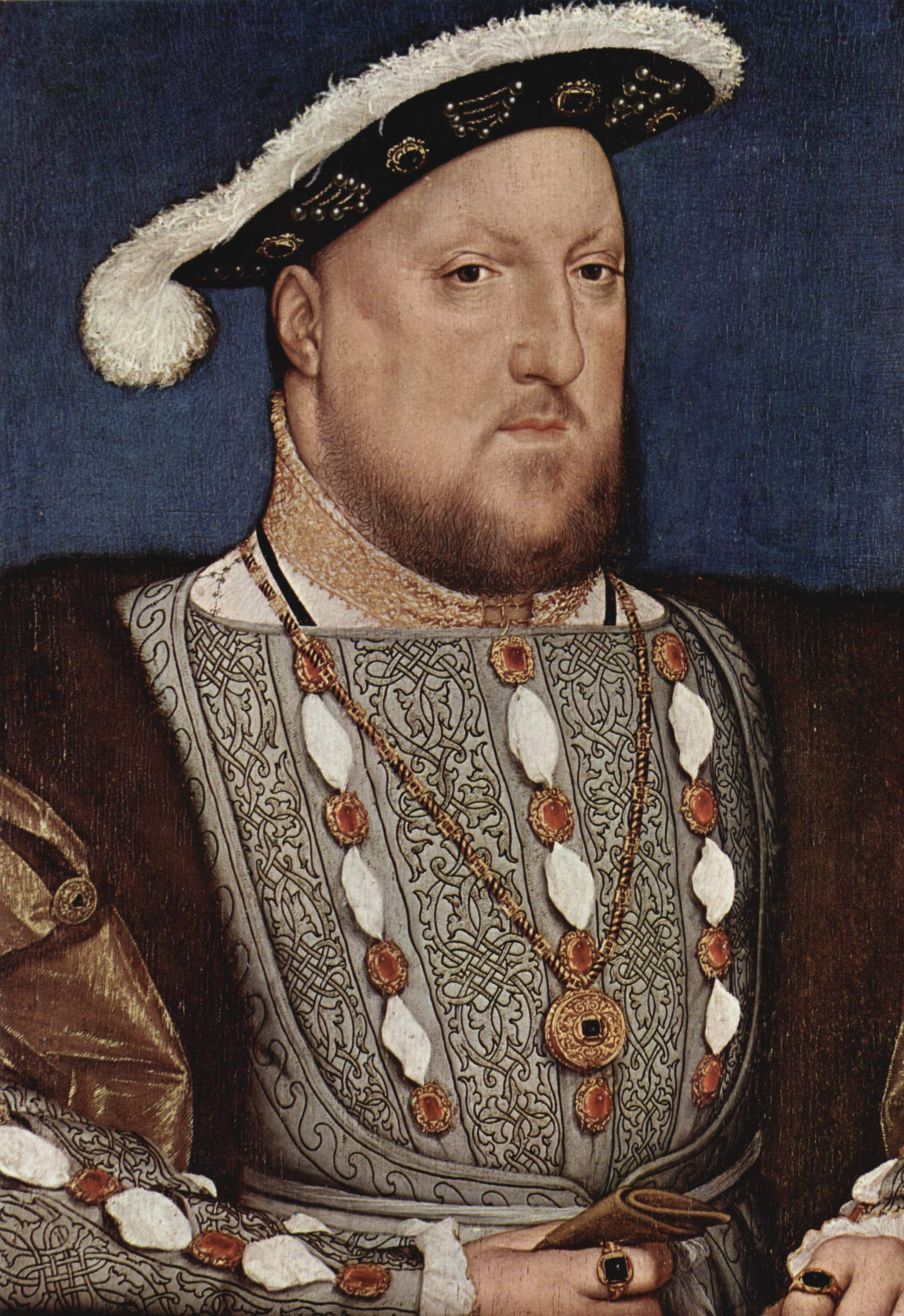
Портрет Генриха VIII работы Гольбейна, 1536-37, Музей Тиссена-Борнемисы, Мадрид

В 1537 году, когда умерла Джейн Сеймур, третья жена короля Англии Генриха VIII, Томас Кромвель занялся поиском новой супруги для короля. В круг возможных претенденток входили представительницы известнейших королевских дворов Европы. Ганс Гольбейн, служивший в ту пору придворным живописцем у Генриха VIII, по его поручению ездил по Европе и писал для короля портреты потенциальных невест. Портрет только что переступившей порог 16-летия датской принцессы Кристины был написан в Брюсселе. После смерти своего супруга, миланского герцога Франческо II Мария Сфорца, Кристина жила у своей тётки, Марии Венгерской, которая управляла тогда Испанскими Нидерландами.
Обстоятельства этого события известны из донесения Кромвелю английского посла Джона Хуттона, датированного 14 марта 1538 года. Из него следовало, что придворный Филипп Хобби прибыл в Брюссель 10 марта в сопровождении слуги его королевского величества по имени Ганс. Посол условился об аудиенции на 12 марта в 13 часов, которая длилась 3 часа. За это короткое время по словам Хуттона художник и написал её портрет.

## Описание
Полный благородства портрет молодой женщины в траурном одеянии вдовы подкупает своим художественным совершенством и мастерски выполненной Гольбейном постановкой появления дамы высшего света. Не смотря на  благородство, она все же решила снять перчатки, чтобы создать более неформальную и интимную атмосферу. Композиция картины подчёркнуто проста. Портрет оживает благодаря цветовым контрастам насыщенного чёрного в одежде, светящейся фарфоровой кожи и необыкновенного сине-зелёного фона, на который отбрасывают глубокие тени и фигура, и сама рама полотна. Тени на картине дают представление о размере помещения, из которого выходит герцогиня. Динамичность портрету придаёт слегка поданное вперёд левое плечо девушки и плавно движущаяся волна складок подола платья справа.
Осанка и выражение лица девушки говорят о достоинстве и сильном характере. Смелый, с неким вызовом взгляд женщины устремлён на зрителя, ничуть не умаляя её сдержанного благородного достоинства. Тем самым основной акцент в своей картине художник перенёс на живое присутствие датской принцессы, и её портрет остаётся современным и в наши дни. Портрет Кристины Датской — не моментальная фотография, которая лишь отражает преходящую женскую красоту. В размытом фоне картины растворяются пространственные и временные условности, и юность Кристины кажется вечной.

## Интересные факты

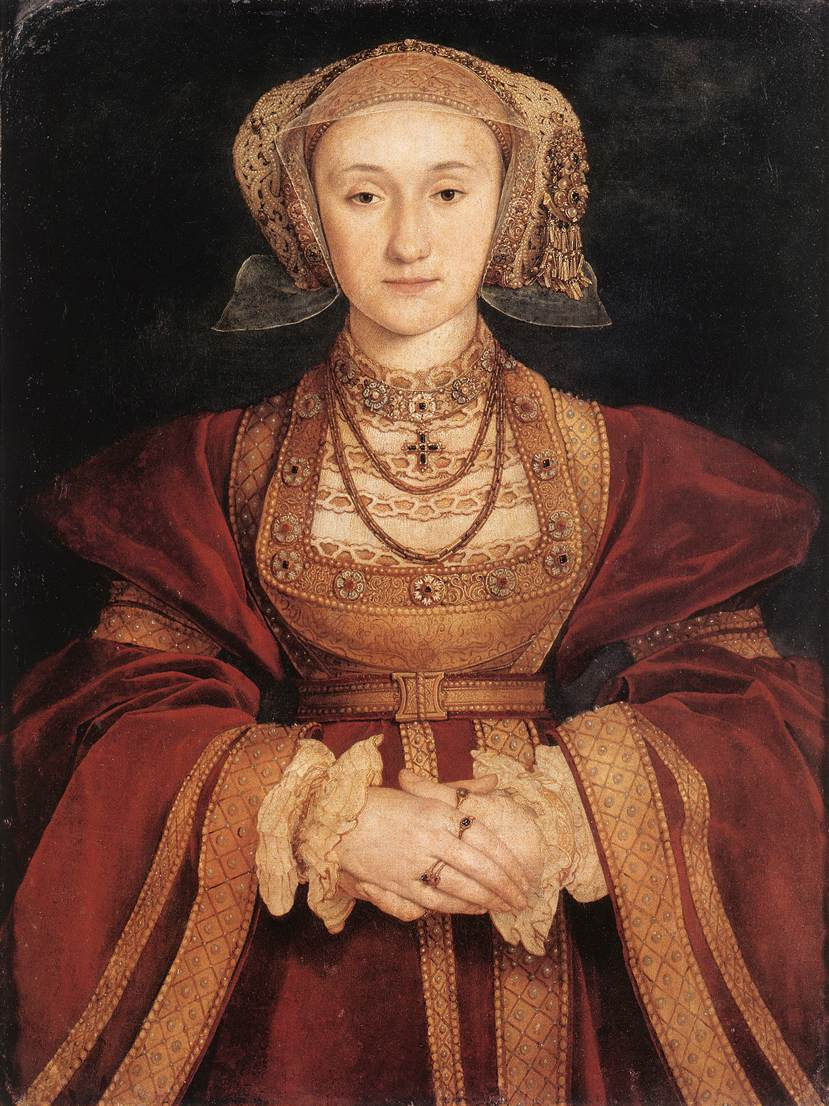
Портрет Анны Клевской работы Гольбейна, 1539, Лувр, Париж

Брак Генриха и Кристины Датской, как известно, не состоялся. Тому был ряд личных и, естественно, политических причин. Выбор Генриха в конечном счёте пал на Анну Клевскую, портрет которой Гольбейн написал в июле-августе в Дюрене. Невеста прибыла ко двору 27 декабря 1539 года. Увидев её, Генрих был разочарован: реальность явно не соответствовала прекрасному образу на портрете Гольбейна. Брак с Анной Клевской был заключён 6 января 1540 года, а уже 9 июля 1540 года он аннулировал его, объявив незаконным.